# Adonis Jordan
Adonis Adelecino Jordan (Brooklyn, 21 agosto 1970) è un ex cestista statunitense, professionista nella NBA, in Europa e in Australia.

## Carriera
È stato selezionato dai Seattle SuperSonics al secondo giro del Draft NBA 1993 (42ª scelta assoluta).
Con gli Stati Uniti ha disputato le Universiadi di Sheffield 1991.